# Franz Xaver Schönwerth
Franz Xaver Schönwerth (ab 1859: Franz Xaver Ritter von Schönwerth; * 16. Juli 1810 in Amberg; † 24. Mai 1886 in München) gilt als der bekannteste Oberpfälzer Volkskundler.

## Leben
Schönwerth wurde in Amberg in der Oberpfalz als erstes von fünf Kindern des Königlichen Zeichenprofessors Joseph Schönwerth geboren. Ab 1821 besuchte er das dortige Gymnasium. Von 1832 an studierte er zunächst Kameralwissenschaft in München, ab 1834 Rechtswissenschaft an der Ludwig-Maximilians-Universität München. Nach ersten Berufsjahren als Rechtspraktikant erhielt er 1840 eine feste Anstellung als Ratsakzessist bei der Regierung von Oberbayern. Von 1845 an stand er als Privatsekretär im Dienst des Kronprinzen Maximilian und wurde nach dessen Thronbesteigung 1848 sein Kabinettschef. 1851 wurde er Regierungsrat. 1852 wechselte er als Ministerialrat ins bayerische Finanzministerium und wurde 1859 durch Verleihung des Verdienstordens der Bayerischen Krone in den persönlichen Adelsstand erhoben.
Schönwerth erforschte zwischen 1852 und 1886 das Leben der Oberpfälzer Bevölkerung und zeichnete seine Beobachtungen auf. Zwischen 1857 und 1859 veröffentlichte er sein dreibändiges Werk unter dem Titel: Aus der Oberpfalz – Sitten und Sagen. Darin veröffentlicht ist jedoch nur ein kleiner Teil seiner umfangreichen Forschungen.

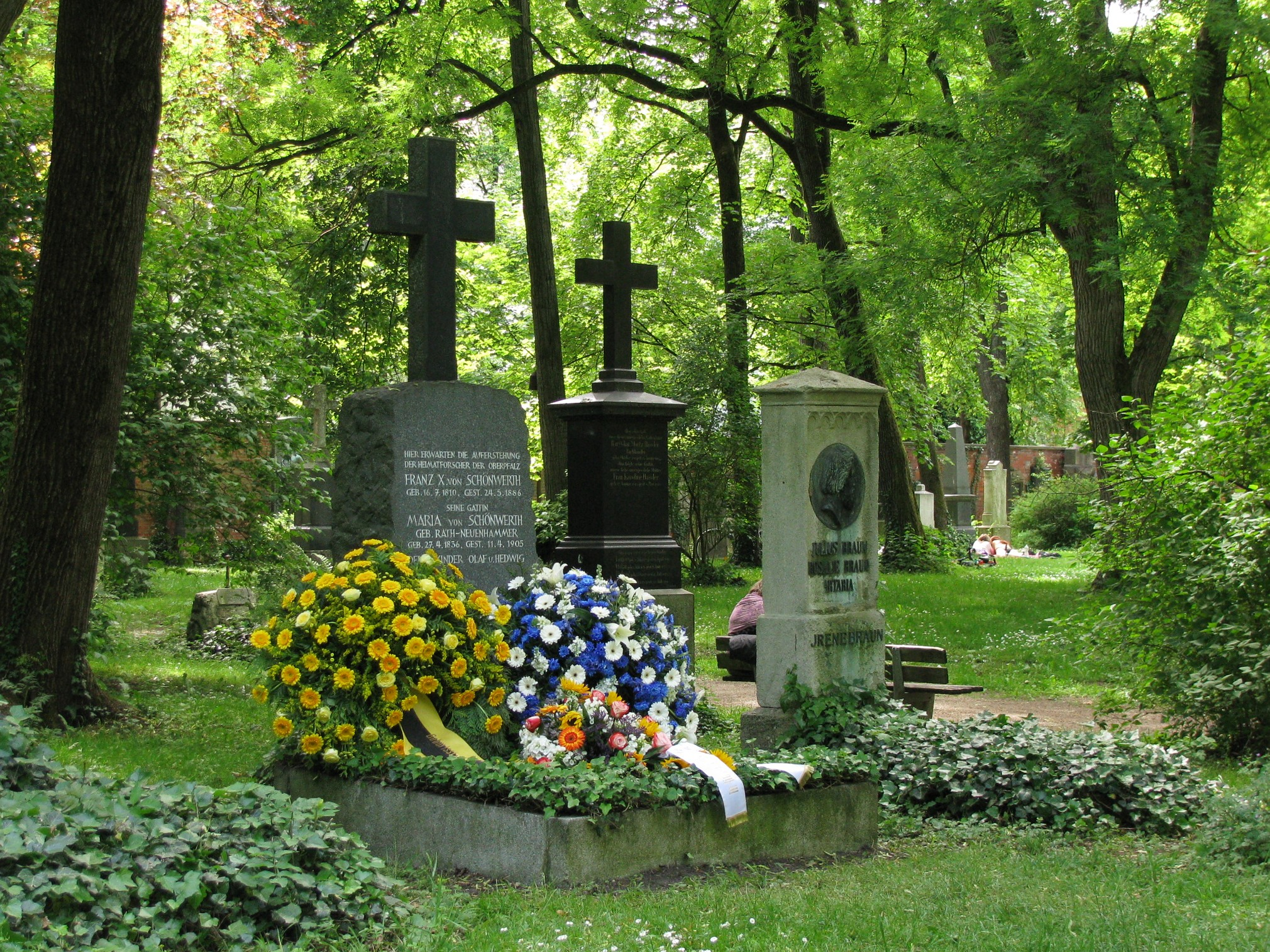
Grab von Franz Xaver Schönwerth an seinem 125. Todestag

Bei seinen Besuchen in der Oberpfalz zeichnete Schönwerth Sagen, Märchen, Schwänke, Kinderspiele, Kinderreime und -lieder sowie Sprichwörter auf. Er beobachtete das Leben in Haus und Hof, beschrieb den bäuerlichen Alltag, das Brauchtum sowie die Tracht. So hinterließ er uns anhand seiner Aufzeichnungen ein lebendiges Abbild vom Leben der Oberpfälzer Bevölkerung des 19. Jahrhunderts. Jakob Grimm (1785–1863) schrieb über ihn: „Nirgendwo in ganz Deutschland ist umsichtiger, voller und mit so leisem Gespür gesammelt worden.“ Neben den Sagen, Märchen und Sitten der Oberpfalz bietet die Sammlung Schönwerth auch genaue Einblicke in die Oberpfälzische Volksmedizin des 19. Jahrhunderts; anhand der Heilzaubersprüche und Heilsegen zeigt sich, dass vieles davon als Rest mittelalterlicher Klostermedizin anzusehen ist.
Schönwerth war von 1868 bis 1875 Vorsitzender des Historischen Vereins von Oberbayern.
Im Jahre 1886 starb Schönwerth in München. Seine letzte Ruhestätte fand er im Alten Nördlichen Friedhof.

## Ehrungen
Die Staatliche Realschule Amberg trägt seit 2010 den Namen Franz-Xaver-von-Schönwerth-Realschule Amberg.
Im Stadtteil Äußerer Westen von Regensburg ist eine Straße nach ihm benannt.
Schönwerth war Ehrenmitglied der katholischen bayerischen Studentenverbindung Rhaetia in München.

## Schriften
- Fr[anz Xaver] Schönwerth: Aus der Oberpfalz. Sitten und Sagen. 3 Theile. Matth. Rieger’sche Buchhandlung, Augsburg 1857 ( online auf commons), 1858, 1859.
- F. X. v. Schönwerth: Sprichwörter des Volkes der Oberpfalz in der Mundart. Sonderabdruck aus dem XXIX. Bande der Verhandlungen des historischen Vereins von Oberpfalz und Regensburg. Joseph Mayr, Stadtamhof 1873.
- F. X. von Schönwerth: Johann Andreas Schmeller und seine Bearbeitung der baierischen Mundarten mit Bezugnahme auf das Oberpfälzische. In: VHVO 28, 1872, S. 221–249.

## Editionen
- Franz Xaver von Schönwerth: Die Rübenprinzessin und andere Märchen. Nacherzählt von Oberlehrer J[ohann] B[aptist] Laßleben. Bilder von Albert Reich. Michael Laßleben, Kallmünz o. J. [1923].
- Karl Winkler (Hrsg.): Oberpfälzische Sagen, Legenden, Märchen und Schwänke. Aus dem Nachlaß Franz Xaver von Schönwerth’s gesammelt. Michael Laßleben, Oberpfalz-Verlag, Kallmünz O.J. [1935].
- Roland Röhrich (Hrsg.): Das Schönwerth-Lesebuch. Volkskundliches aus der Oberpfalz im 19. Jahrhundert.  (= Oberpfälzer Sprachmosaik, ohne Bandangabe) Pustet, Regensburg 1981, ISBN 3-7917-0718-3.
- Erika Eichenseer, Roland Röhrich (Hrsg.): Oberpfälzische Sagen und Märchen. Franz Xaver von Schönwerth zum 100. Todestag. Ein Leseheft. Hrsg. im Auftrag des Bezirkes Oberpfalz. Buchverlag der Mittelbayerischen Zeitung, Regensburg 1986.
- Franz Xaver von Schönwerth: Der rote Zwerg. 12 unbekannte Märchen aus der Oberpfalz illustriert von Irmingard Jeserick, übersetzt von Julia Weigl mit einem Nachwort von Lutz Röhrich. Hrsg. von Franz Anton Niedermayr nach einer Idee von Klemens Unger. Niedermayr, Regensburg 2000.
- Franz Xaver von Schönwerth: Prinz Roßzwifl und andere Märchen aus der Sammlung von Franz Xaver von Schönwerth (1810–1886). Hrsg. von Erika Eichenseer im Auftrag der Schönwerth-Gesellschaft e. V. Mit Illustrationen von Barbara Stefan und einem Nachwort von Daniel Drascek. Morsbach, Regensburg 2010.
- M. Charlotte Wolf (Transl.): Original Bavarian Folktales: A Schönwerth Selection: A Dual-Language Book. Dover Publications, Mineola NY 2014, ISBN 978-0-486-49991-8 (eingeschränkte Vorschau in der Google-Buchsuche).

## Filme
- Schönwerths Oberpfalz – Sagengelichter. Sander-Film, Amberg/Don Bosco, München 2007, ISBN 978-3-7698-1634-1.
- Grüße an Herrn Wiesawittl. DVD, Sander-Film, Amberg, Hofa-Media, 2010, ISBN 978-3-00-031932-7.